# Morten Djupvik
Morten Aleksander Djupvik (* 27. April 1972 in Drammen) ist ein norwegischer Springreiter.
Morten Djupvik gewann 2007 den Großen Preis von Ascona und erreichte den 8. Platz im Weltcupspringen von Mechelen. Daneben war er 10. in der Einzelwertung der Europameisterschaft in Mannheim und 6. in der Mannschaftswertung, was die Qualifikation für die Olympischen Spiele 2008 bedeutete. Dort erreichte er Platz 10 in der Einzelwertung. Die Bronzemedaille im Mannschaftswettbewerb wurde wegen eines Dopingvergehens von Tony André Hansen nachträglich aberkannt.